# 田中貴子 (配音員)
田中貴子（日语：／ Tanaka Takako，1994年10月5日—）是日本的女性聲優，福井縣出身。Mausu Promotion所屬。

## 人物
2015年從大阪動畫專門學校聲優科動畫聲優學科畢業，之後進入Mausu Promotion附屬養成研究所就讀。
2017年4月1日加入Mausu Promotion。

## 演出作品
※粗體字為主要角色。

### 電視動畫
2017年
- 秋葉原之旅 -THE ANIMATION-（隱藏巨乳、店員、記者）
- 偶像學園STARS！（愛麗絲·卡蘿、女性）
- 小金剛起源（女子大生、女子A）
- 18if（惠理子[3]、小孩們）
- 舞動青春（峰雛子[4]）
- 相親對象是強硬問題兒學生（學生B）
- 此花綺譚（小孩、女孩子1、眷屬1）

2018年
- POP TEAM EPIC（Instagram女B）
- 齊木楠雄的災難 第2期（女學生A）
- 宇宙戰艦提拉米蘇（小孩）
- 偶像學園Friends！（平田日葵、小孩、女孩子、女高中生、粉絲、風見かなた）
- 極道超女（雛[5]）
- ISLAND（砂田笑里[6]、艾蜜莉·史奈達）
- 茜色少女（男孩子）
- 宇宙戰艦提拉米斯II（漢堡店店員）
- 隔壁的吸血鬼美眉（朋友A）
- 只要別西卜大小姐喜歡就好（女性職員）

2019年
- 偶像學園Friends！（學生、中等部1年級生、中等部學生、聽眾、MC、工作人員、國民）
- 百慕達三角～多彩田園曲～（女孩子）
- 輕觸小發明PIKACHIN-KIT（女性客人）
- 一個人的○○小日子（二子乃咲、阿姨C、主持人的聲音）
- 觸地騎士（遙馬理久〈幼年〉）
- 女高中生的虛度日常（女學生）
- 滿月之戰GRANBELM（幼兒）
- 偶像學園 on Parade！（學生、觀眾）
- 神田川JET GIRLS（部員B）

2020年
- 偶像學園 on Parade！（AD、客、愛麗絲·卡蘿、小孩子）
- 異種族風俗娘評鑑指南（蘿娜[7]）
- 花牌情緣3（望月千笑）
- 輝夜姬想讓人告白？～天才們的戀愛頭腦戰～（女學生）
- A3！ SEASON SPRING & SUMMER（行人）
- Healin' Good ♥ 光之美少女（莉莉）
- 安達與島村（島村妹）
- 滿溢的水果塔（中町瑠愛）
- 半妖的夜叉姬（孩子 #6）
- 王之逆襲 意志的繼承者（オペリア）

2021年
- 花樣滑冰Stars（孩子）
- 偶像學園Planet！（觀眾、客人）
- 我們的重製人生（すみぴょん）
- 指尖傳出的真摯熱情2 -戀人是消防員-（女性社員）
- Muv-Luv Alternative（珠瀨壬姬[8]）
- 狂熱深淵 迷失的孩子（艾爾希）
- BUILD DIVIDE -#000000-（偶像）
- 鬼滅之刃 遊郭篇 （服侍鯉夏的童女）

2022年
- 王子的本命是惡役千金（追求者B、女學生）
- Futsal Boys!!!!!（小孩1）
- 宇宙奇妙生物小鐵君（男孩子）
- 戀上換裝娃娃（怨電）
- 遊戲王GO RUSH（女孩子、阿姨、觀眾、加莫斯）
- Delicious Party ♡ 光之美少女（遠藤彩華、藤野京）
- 相合之物（女學生）
- Muv-Luv Alternative 第2期（珠瀨壬姬）
- 孤獨搖滾！（幼兒園兒童、客人）
- 書蟲公主（盧奈）

2023年
- 遊戲王GO RUSH（朋友、本屋簡）
- 眾神眷顧的男人2（學生6）
- 放學後失眠的你（女學生）
- 神奇柑仔店 錢天堂（西門紗耶）
- World Dai Star（小男孩）
- 開闊天空！光之美少女（天野翔子）
- 物之古物奇譚（接待）
- 暴食狂戰士（撒哈拉）
- 烈焰先鋒 救國的橘衣消防員（女子B）
- B-PROJECT～熱烈*Lovecall～（工作人員）
- 藥師少女的獨語（下女、貴園）
- 神劍闖江湖－明治劍客浪漫譚－（蕎麥麵館店主）
- 東京復仇者 天竺篇（男孩子）

2024年
- 遊戲王GO RUSH（フリント、少女）
- 葬送的芙莉蓮（職員）
- 指尖相觸，戀戀不捨（女高中生C）
- 百千家的妖怪王子（幼年日高、同級生、小孩）
- 為了在異世界也能撫摸毛茸茸而努力。（尼諾）
- 月刊妄想科學（女性）
- 星際莊的戀愛日記（女子）
- 去參加聯誼，卻發現完全沒有女生在場
- 神劍闖江湖－明治劍客浪漫譚－ 京都騷亂（新井伊織）
- 香格里拉·開拓異境～糞作獵手挑戰神作～ 2nd season（SF-Zoo魔法使E）

2025年
- 藥師少女的獨語 第2期（貴園、水晶宮的侍女、下級妃、男孩子、女）
- 離開A級隊伍的我，和從前的弟子往迷宮深處邁進（少年西蒙、梅佳露娜）
- 賽馬娘 灰髮灰姑娘（工藝宇宙）
- 使人誤解的工房主～關於原英雄隊伍的雜役人員，實際上除了戰鬥能力外全是SSS的故事～（龍）
- GACHIAKUTA（少女）
- 我們不可能成為戀人！絕對不行。（※似乎可行？）（小柳香穗[9]）

### 劇場版動畫
2016年
- 劇場版偶像學園STARS！[10]

### 網路動畫
2017年
- 怪物彈珠 消逝的宇宙篇（朋友A）

2018年
- 衛宮家今天的餐桌風景（小孩）

### 遊戲
2016年
- Sid Story（稻荷、洛克）
- 12歲。～戀愛Diary～

2017年
- 城姬Quest（小倉城[11]、米子城）
- Akashic Re:cords（優莉希[12]、哈米亞）
- BLUE REFLECTION 幻舞少女之劍（女學生[13]）
- 編隊少女（愛麗絲·雷曼[14]）

2018年
- 天華百劍-斬（太鼓鐘貞宗）

2019年
- 聖火降魔錄 英雄雲集（雅妮特）

### 廣播
- !OBK部（KISS FM KOBE、2014年－2015年）[15]

### 其它
- Fresh夏Fes隊2017[16]

## 外部連結
- 事務所官方簡歷 （页面存档备份，存于）（日語）
- 田中貴子的X（前Twitter）（日語）